# 国家重点大学
国家重点大学（こっかじゅうてんだいがく、正式名称: 中華人民共和国国家重点大学、単に重点大学ともいう）は、中華人民共和国（香港・マカオ・台湾地区を除く）の大学のうち、権威ある大学であると政府が認定し、予算の優先配分などの支援を行うものとして、設置者の別を問わず選定された大学のことである。
1954年、北京大学、清華大学など6校がはじめて指定され、1978年、88校が選定を受けた。1995年から、新たに「985工程」と「211工程」重点大学が指定されたが、いわゆる「国家重点大学」という言葉は、「中華人民共和国教育部直属」の重点大学という意味で現在も使用されている。

## 国家重点大学に指定された大学（211工程）
中国国内の多くのサイトで重点大学リストとして表示しているのはこれと同じものであるが、最近の大学の合併などが反映されていない。Wikipedia 中国語版の「中華人民共和国国家重点大学リスト」は本リストと比較して、大学の合併が反映されており複数の大学が追加されているが、追加された大学については重点大学とする根拠が（本リストを原典とすると思われる資料を除けば）乏しい。
| 省区名 | 数目 | 院校名称                    | 院校名称            | 院校名称                    | 院校名称            |
| ------ | ---- | --------------------------- | ------------------- | --------------------------- | ------------------- |
| 北京   | 23+3 | 北京大学                    | 清華大学            | 中国人民大学                | 北京師範大学        |
| 北京   | 23+3 | 北京航空航天大学            | 中国農業大学        | 北京理工大学                | 中央民族大学        |
| 北京   | 23+3 | 北京交通大学                | 北京工業大学        | 北京科技大学                | 北京化工大学        |
| 北京   | 23+3 | 北京郵電大学                | 北京林業大学        | 北京中医薬大学              | 北京外国語大学      |
| 北京   | 23+3 | 中国伝媒大学                | 対外経済貿易大学    | 中央音楽学院                | 中国地質大学 (北京) |
| 北京   | 23+3 | 中国政法大学                | 中国石油大学 (北京) | 華北電力大学                | 中央財経大学        |
| 北京   | 23+3 | 北京体育大学                | 中国鉱業大学 (北京) |                             |                     |
| 天津   | 3    | 南開大学                    | 天津大学            | 天津医科大学                |                     |
| 河北   | 1+1  | 河北工業大学                | 華北電力大学 (保定) |                             |                     |
| 山西   | 1    | 太原理工大学                |                     |                             |                     |
| 内蒙古 | 1    | 内モンゴル大学              |                     |                             |                     |
| 遼寧   | 4    | 東北大学                    | 大連理工大学        | 遼寧大学                    | 大連海事大学        |
| 吉林   | 3    | 吉林大学                    | 東北師範大学        | 延辺大学                    |                     |
| 黒竜江 | 4    | ハルビン工業大学            | 東北林業大学        | ハルビン工程大学            | 東北農業大学        |
| 上海   | 10   | 上海交通大学                | 復旦大学            | 同済大学                    |                     |
| 上海   | 10   | 海軍軍医大学 (第二軍医大学) | 上海大学            | 東華大学                    | 華東師範大学        |
| 上海   | 10   | 上海外国語大学              | 上海財経大学        | 華東理工大学                |                     |
| 江蘇   | 11   | 南京大学                    | 東南大学            | 南京航空航天大学            | 南京理工大学        |
| 江蘇   | 11   | 河海大学                    | 南京農業大学        | 中国薬科大学                | 南京師範大学        |
| 江蘇   | 11   | 江南大学                    | 中国鉱業大学        | 蘇州大学                    |                     |
| 浙江   | 1    | 浙江大学                    |                     |                             |                     |
| 安徽   | 3    | 中国科学技術大学            | 安徽大学            | 合肥工業大学                |                     |
| 福建   | 2    | 福州大学                    | 廈門大学            |                             |                     |
| 江西   | 1    | 南昌大学                    |                     |                             |                     |
| 山東   | 3    | 山東大学                    | 中国海洋大学        | 中国石油大学 (華東)         |                     |
| 河南   | 1    | 鄭州大学                    |                     |                             |                     |
| 湖北   | 7    | 武漢大学                    | 華中科技大学        | 武漢理工大学                | 中国地質大学 (武漢) |
| 湖北   | 7    | 中南財経政法大学            | 華中師範大学        | 華中農業大学                |                     |
| 湖南   | 4    | 湖南大学                    | 中南大学            | 国防科技大学                | 湖南師範大学        |
| 広東   | 4    | 中山大学                    | 華南理工大学        | 曁南大学                    | 華南師範大学        |
| 広西   | 1    | 広西大学                    |                     |                             |                     |
| 海南   | 1    | 海南大学                    |                     |                             |                     |
| 重慶   | 2    | 重慶大学                    | 西南大学            |                             |                     |
| 四川   | 5    | 四川大学                    | 電子科技大学        | 西南交通大学                | 西南財経大学        |
| 四川   | 5    | 四川農業大学                |                     |                             |                     |
| 貴州   | 1    | 貴州大学                    |                     |                             |                     |
| 雲南   | 1    | 雲南大学                    |                     |                             |                     |
| 西蔵   | 1    | チベット大学 (西蔵大学)     |                     |                             |                     |
| 陝西   | 8    | 西北工業大学                | 西安交通大学        | 空軍軍医大学 (第四軍医大学) | 西北大学            |
| 陝西   | 8    | 西安電子科技大学            | 長安大学            | 西北農林科技大学            | 陝西師範大学        |
| 甘粛   | 1    | 蘭州大学                    |                     |                             |                     |
| 青海   | 1    | 青海大学                    |                     |                             |                     |
| 寧夏   | 1    | 寧夏大学                    |                     |                             |                     |
| 新疆   | 2    | 新疆大学                    | 石河子大学          |                             |                     |